# Municipio de Villa Constitución
Villa Constitución o Constitución es uno de los seis municipios del departamento de Salto, Uruguay. Tiene como cabecera a la localidad de Constitución.

## Ubicación
El municipio se encuentra localizado en la zona noroeste del departamento de Salto, limita al norte con el municipio de Belén, al noreste con el municipio de Colonia Lavalleja, al sureste con el municipio de Rincón de Valentín y al oeste con la República Argentina.

## Características
El municipio de Constitución fue creado por Ley Nº 18.653 del 15 de marzo de 2010, y forma parte del departamento de Salto. Su territorio comprende los distritos electorales JDB, JDC y JDD de ese departamento.
Forman parte del municipio las siguientes localidades:
- Villa Constitución
- Palomas
- Saucedo

## Autoridades
La autoridad del municipio es el Concejo Municipal, compuesto por el Alcalde y cuatro Concejales.
Alcaldes según período:
| Nº | Alcalde               | Partido          | Inicio del mandato      | Fin del mandato         | Observaciones     | Concejales                                                                                 |
| -- | --------------------- | ---------------- | ----------------------- | ----------------------- | ----------------- | ------------------------------------------------------------------------------------------ |
| 1  | Sergio García da Rosa | Frente Amplio FA | 9 de julio de 2010      | 8 de julio de 2015      | Alcalde elegido   |                                                                                            |
| 2  | Carlos Souto Acevedo  | Frente Amplio FA | 9 de julio de 2015      | 26 de noviembre de 2020 | Alcalde elegido   | Evelin Arambarri (FA) Víctor Hugo Giménez (FA) Mario Berriel (FA) Hugo Daniel Tejeira (PC) |
| 3  | Carlos Souto Acevedo  | Frente Amplio FA | 27 de noviembre de 2020 | 2025                    | Alcalde reelegido | María Luisa Duarte (FA) Víctor Giménez (FA) Celestino Melo (PN) María Arismendi (PC)       |